# Drei Schwestern (Tallinn)

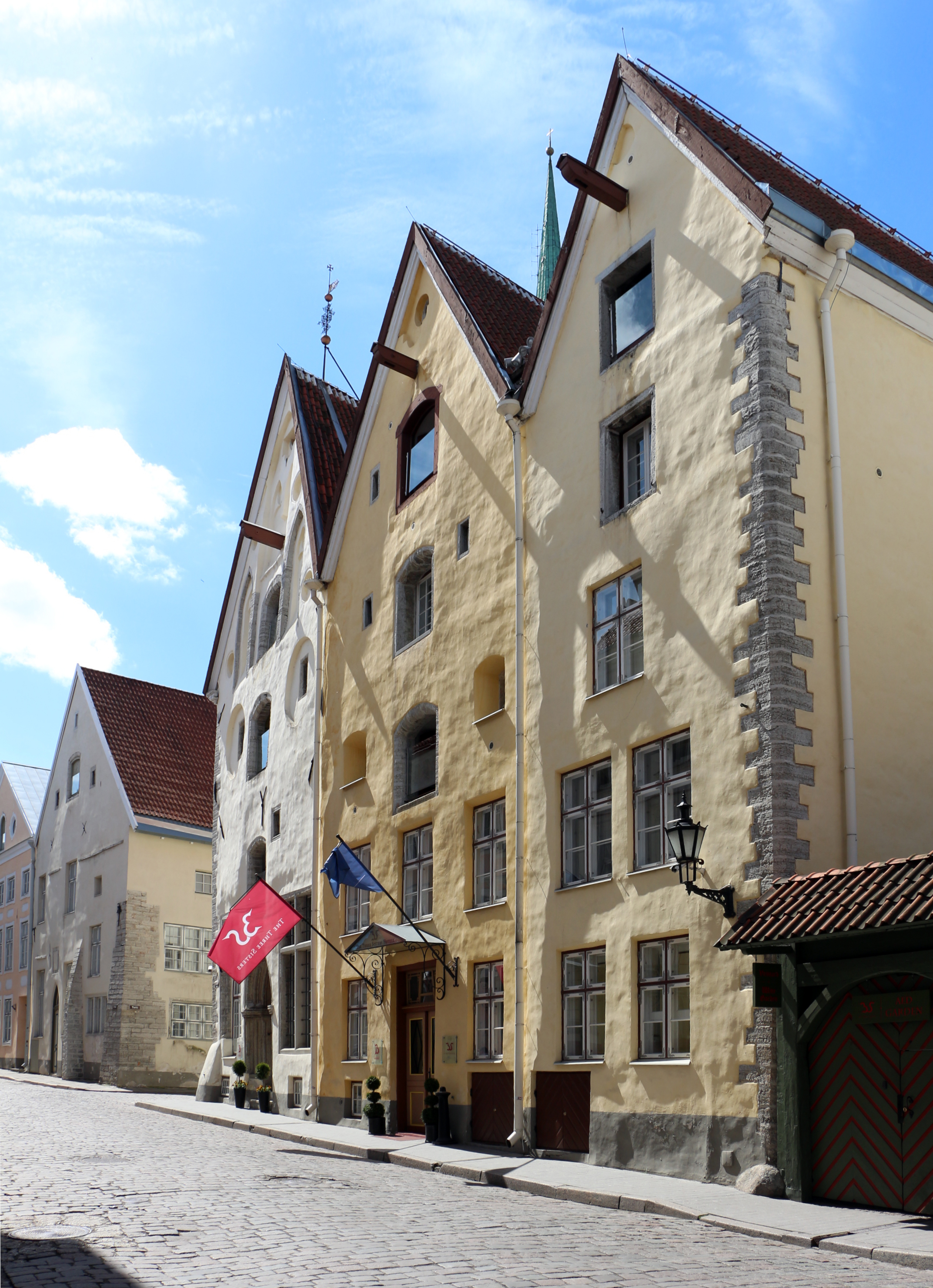
Drei Schwestern

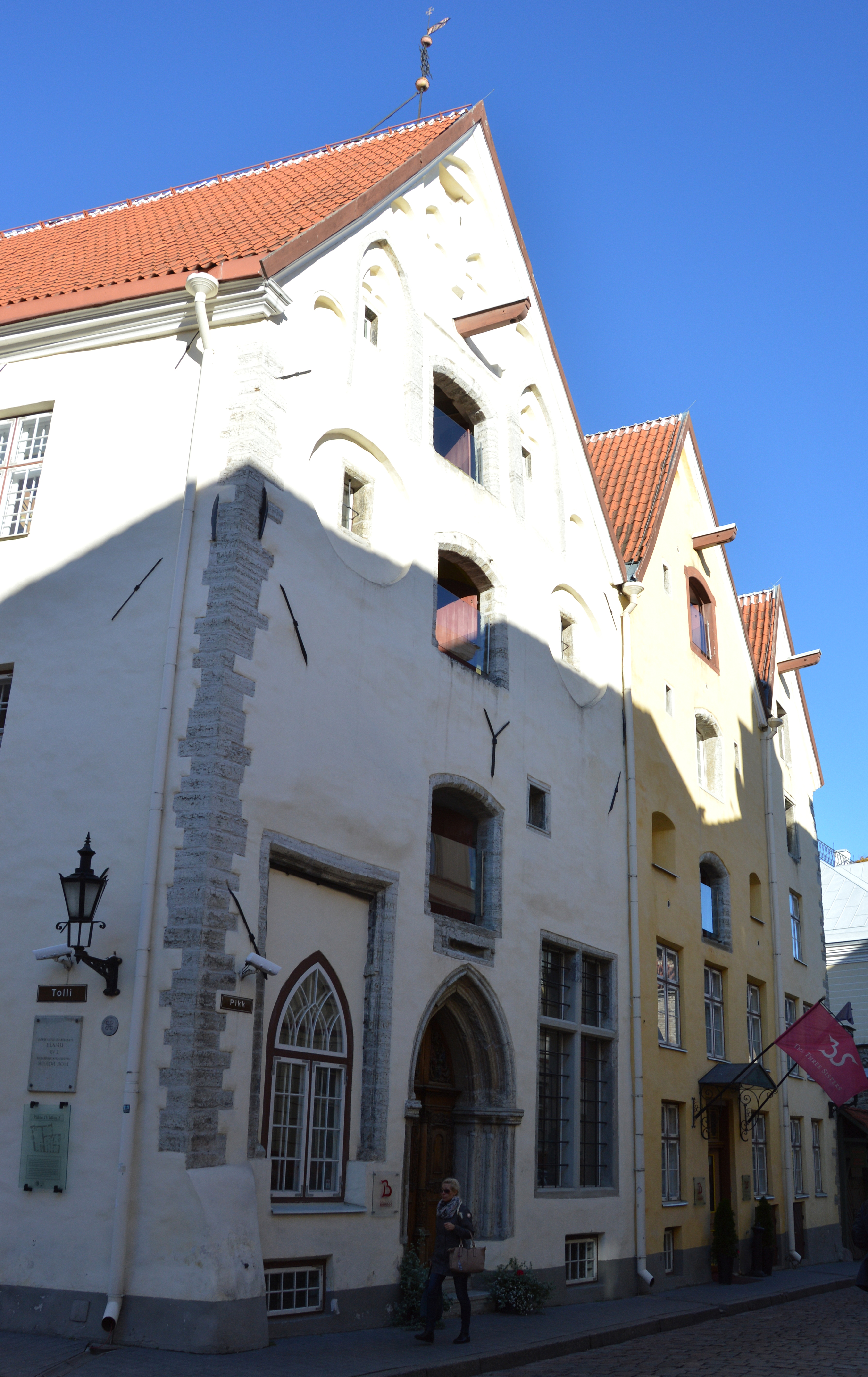
Blick von Süden

Die Drei Schwestern (estnisch Kolm Õde) ist ein denkmalgeschützter Gebäudekomplex in der estnischen Hauptstadt Tallinn (Reval). In dem Komplex wird das Hotel The three Sisters betrieben.

## Lage
Sie befindet sich im nördlichen Teil der Revaler Altstadt an der Adresse Langstraße (estnisch Pikk tänav) 71, unmittelbar nördlich der Einmündung der Zollstraße (Tolli).

## Architektur und Geschichte
Der Gebäudekomplex besteht aus drei 1362, nach anderen Angaben aus dem 15. Jahrhundert stammenden spätgotischen Handels- und Speicherhäusern. Einer Legende nach ließ ein Kaufmann die drei Häuser für seine drei Töchter errichten. Die Häuser gehörten später bekannten Persönlichkeiten Revals wie Gildemeistern, Stadträten und Bürgermeistern und wurden vielfach umgebaut. Zeitweise waren auch städtische Wohnungen und die Tourismusverwaltung hier untergebracht.
2003 erfolgte der Umbau zu einem Fünf-Sterne-Hotel. Häufig werden auch hohe Staatsgäste Estlands hier untergebracht. Zu den Gästen des Hotels zählten bekannte Persönlichkeiten wie Elisabeth II., der Kaiser Akihito von Japan, der damalige Bundespräsident Horst Köhler aber auch die Mitglieder der Band Metallica. Einer der ersten Gäste des Hotels war Lennart Meri, ehemaliger Staatspräsident Estlands.
In der Breiten Straße (Lai) gibt es als Gegenstück den Gebäudekomplex der Drei Brüder.